# Der Weg der Arbeiterklasse ins Paradies
Der Weg der Arbeiterklasse ins Paradies (Originaltitel: La classe operaia va in Paradiso) ist ein italienischer Politfilm von Regisseur Elio Petri aus dem Jahr 1971 mit Gian Maria Volonté in der Hauptrolle. Alternativtitel ist Die Arbeiterklasse kommt ins Paradies.

## Handlung
In 15 Jahren hat es Lulù Massa (Gian Maria Volontè) zum Vorbild für effektive Arbeitsweise gebracht, weshalb er wenig beliebt bei seinen Kollegen ist. Auch sein Familienleben und seine Gesundheit leiden unter seiner ständigen Jagd nach immer höheren Fertigungszahlen. Während vor den Fabriktoren Studenten zum Kampf gegen die Fabrikbesitzer aufrufen und Teile der Belegschaft einen Streik fordern, geht er wie immer stur an seinen Arbeitsplatz. Ab und an besucht er seinen ehemaligen Arbeitskollegen Militina in der Heilanstalt, der dem Wahnsinn anheimgefallen ist und von bewaffneten Aktionen und dem "Durchbrechen der Mauer" phantasiert.
Als Lulù auf Grund seiner dauerhaften Müdigkeit am Arbeitsplatz einen Finger verliert, ändert sich seine Haltung radikal. Er schließt sich den Forderungen nach einem Streik an und wird Mitglied der radikalen Fraktion unter den Arbeitern. Er hat spontanen Sex mit einer Kollegin und nimmt die Studenten zu sich nach Hause in seine Wohnung. Seine Geliebte ergreift daraufhin die Flucht. Nachdem es zu einer Einigung zwischen der Firmenleitung und den Gewerkschaftlern kommt, wird Lulù als Extremist entlassen. Die Studenten, die inzwischen an anderer Stelle Agitation betreiben und kein Interesse an seinem persönlichen Schicksal haben, wollen nichts mehr mit ihm zu tun haben.
Angesichts dieser Entwicklung verfällt Massa in geistige Verwirrung, weshalb er nicht mehr wirklich wahrnimmt, dass seine Geliebte wieder zu ihm zurückkehrt, noch dass er seinen Arbeitsplatz wiedererhält, nachdem sich die Kollegen für ihn eingesetzt hatten. Nur seiner Arbeit kann er wie früher nachgehen – zu leicht verbesserten Arbeitsbedingungen. Am Fließband erzählt er seinen Kollegen einen Traum, in dem er es schaffte, eine Mauer zu durchbrechen, hinter der er sich und seine Kollegen in einem Nebel stehend vorfand.

## Kritik
„Ein Film, der zur Auseinandersetzung anregt, weil er beide Seiten kritisch hinterfragt, und mit seinem Pathos und dem nervösen Rhythmus der Inszenierung eine ungewöhnliche Wirkung erzielt.“, bemerkte das Lexikon des internationalen Films.

## Hintergrund
Der Weg der Arbeiterklasse ins Paradies ist der zweite Teil der „Neurotischen Trilogie“ (Trilogia della nevrosi), zu der noch Ermittlungen gegen einen über jeden Verdacht erhabenen Bürger (Indagine su un cittadino al di sopra di ogni sospetto) von 1970 und La proprietà non è più un furto von 1973 gehören – die Filme stehen jeweils für die Begriffe Arbeit, Macht und Geld.

## Auszeichnungen
Internationale Filmfestspiele von Cannes 1972
- Grand Prix für den besten Film
- Sonderpreis für Gian Maria Volonté zusammen mit seiner Hauptrolle in Der Fall Mattei von Francesco Rosi

Italian National Syndicate of Film Journalists 1972
- Auszeichnung (Silbernes Band) für die beste Hauptdarstellerin, Mariangela Melato
- Auszeichnung (Silbernes Band) für den besten Nebendarsteller, Salvo Randone

David di Donatello 1972
- Gewinn des David für den besten Film